# Viktor Schmieden
Viktor Schmieden (Berlino, 19 gennaio 1874 – Lichtenberg, 11 ottobre 1945) è stato un chirurgo tedesco.

## Biografia
Nel 1897 si laureò in medicina presso l'Università di Bonn e successivamente lavorò negli ospedali di Gottinga, Berlino e Bonn. Successivamente fu professore presso le Università di Halle (dal 1913) e Francoforte (dal 1919).
Schmieden è ricordato per il suo lavoro con Franz Volhard (1872-1950), dove curarono pazienti aventi pericardite costrittiva. Diede importanti contributi al trattamento dell'idrocefalo.

## Opere
Schmieden fu autore di numerose opere. Con August Borchard (1864-1940), fu coautore di due libri sulla chirurgia bellica; Lehrbuch der Kriegschirurgie and Die deutsche Chirurgie im Weltkriege 1914-1918), e con Ernst Ferdinand Sauerbruch (1875-1951), pubblicò sei edizioni di Chirurgische Operationslehre, di August Karl Gustav Bier, Heinrich Braun and Hermann Kümmell. Altre opere:
- Der chirurgische Operationskursus, (1910); 12ª edizione con A. W. Fischer nel 1930; tradotto in inglese.
- Ueber Erkennung und Behandlung der Umklammerung des Herzens durch schwielige Parikarditis, con Franz Volhard (1872-1950). Klinische Wochenschrift, Berlin, 1923, 2: 5-9.
- Die theoretischen Grundlagen der Hyperaemiebehandlung; In: Handbuch der normalen und pathologischen Physiologie, volume 7, 2; Berlin, (1927)
- Die Geschichte der Laparotomie; Berlin, (1936)